# Segunda viagem de James Cook

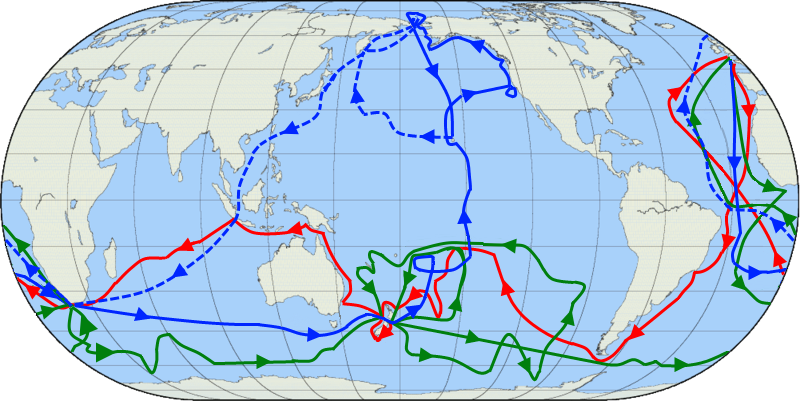
Em verde, a rota da segunda viagem de James Cook.Cook.

A segunda viagem de James Cook, de 1772 a 1775, encomendada pelo governo britânico com conselhos da Royal Society, foi projetada para circunavegar o globo o mais ao sul possível, para finalmente determinar se havia alguma grande massa de terra no sul, a Terra Australis. Em sua primeira viagem, Cook demonstrou, circunavegando a Nova Zelândia, que ela não estava ligada a uma massa terrestre maior ao sul, e ele traçou quase toda a costa leste da Austrália, mas acreditava-se que Terra Australis estivesse mais ao sul. Alexander Dalrymple e outros membros da Royal Society ainda acreditavam que esse maciço continente sulista deveria existir. Após um atraso causado pelas exigências irracionais do botânico Joseph Banks, os navios Resolution e Adventure foram adaptados para a viagem e zarparam para a Antártica em julho de 1772.
Em 17 de janeiro de 1773, o Resolution foi o primeiro navio a se aventurar ao sul do Círculo Antártico, o que ele faria mais duas vezes nessa viagem. A passagem final desse tipo, em 3 de fevereiro de 1774, seria a penetração mais a sul, atingindo latitude 71°10′ sul e longitude 106°54′ oeste. Cook realizou uma série de vastas varreduras no Pacífico, finalmente provando que não havia a Terra Australis em latitudes temperadas navegando pela maioria dos locais previstos.
Durante a viagem, ele visitou a Ilha de Páscoa, as Marquesas, o Taiti, as Ilhas da Sociedade, Niue, as Ilhas Tonga, as Novas Hébridas, Nova Caledônia, Ilha Norfolk, Ilha Palmerston, Ilhas Sandwich do Sul e Geórgia do Sul, muitas das quais ele nomeou no processo. Cook provou que a Terra Australis Incognita era um mito e previu que uma terra antártica seria encontrada além da barreira de gelo.
Nesta viagem, o cronômetro Larcum Kendall K1 foi empregado com sucesso por William Wales para calcular a longitude. Ele compilou um diário de bordo da viagem, registrando os locais e condições, o uso e os testes de vários instrumentos, além de fazer muitas observações das pessoas e lugares encontrados na viagem.